# Chajtetic
Chajtetic är en ort i Mexiko.   Den ligger i kommunen Chilón och delstaten Chiapas, i den sydöstra delen av landet, 800 km öster om huvudstaden Mexico City. Chajtetic ligger 924 meter över havet och antalet invånare är 204.
Terrängen runt Chajtetic är huvudsakligen kuperad, men åt nordväst är den bergig. Runt Chajtetic är det glesbefolkat, med 17 invånare per kvadratkilometer. Närmaste större samhälle är Peña Limonar, 8,8 km öster om Chajtetic. I omgivningarna runt Chajtetic växer i huvudsak städsegrön lövskog.